# Ośmiogranne zwierciadło
Ośmiogranne zwierciadło (jap. 八咫镜 yata-no-kagami) – mityczne lustro, jedno z japońskich regaliów cesarskich, zwane także Shinkyō (神鏡, Boskie Zwierciadło), przechowywane w Kashiko-dokoro (賢所, Cesarskim Sanktuarium Pałacowym). W Nihon-shoki nazywane także Mafutsu no Kagami (真経津鏡). 

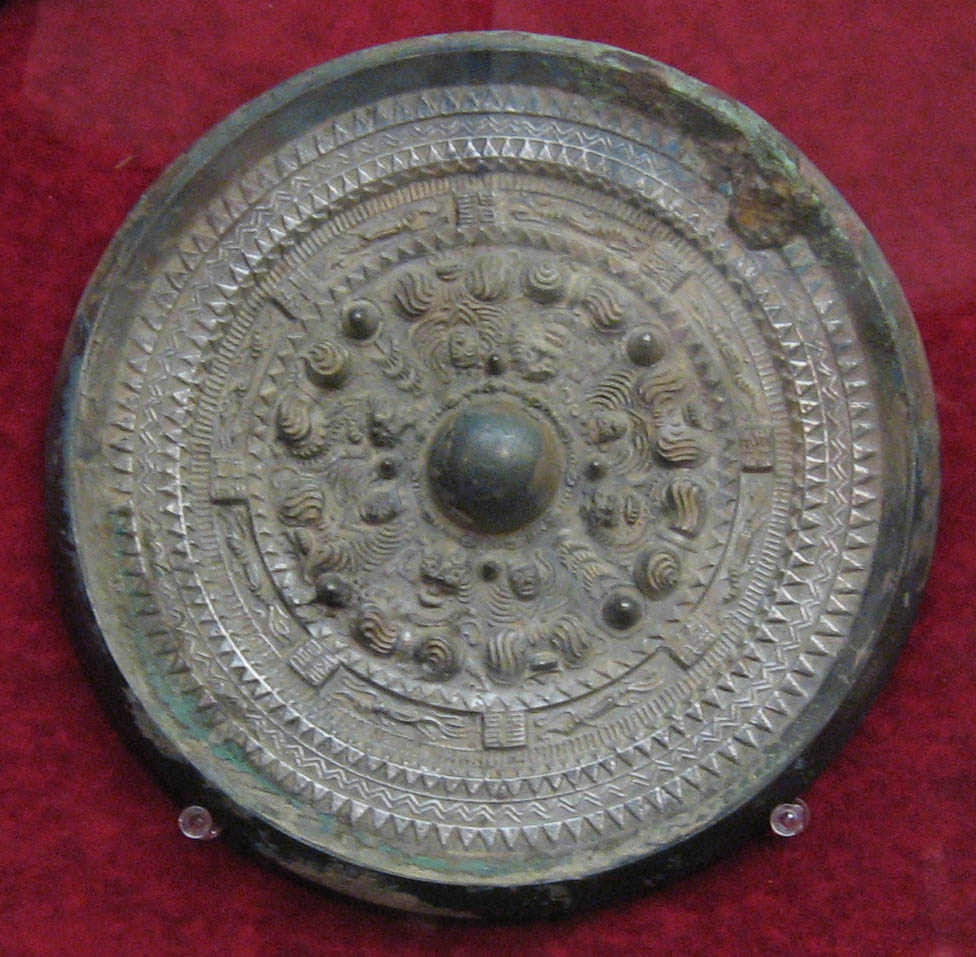
Przykład starożytnego lustra japońskiego z brązu.

Yata no Kagami symbolizuje "mądrość" lub "uczciwość". Jego nazwa oznacza dosłownie "ośmiogranne zwierciadło" (pod taką też nazwą lustro występuje w przekładzie Kojiki dokonanym przez Wiesława Kotańskiego), prawdopodobnie odnosząc się do jego kształtu. Zazwyczaj przyjmowane jest tłumaczenie "zwierciadło o wielkich rozmiarach", uznając, że człon "ta" (咫) pochodzi od jednostki "ata" (mierzącej ok. 8 cm), przy czym nie traktuje się jej długości dosłownie, jednak wywodząc "ta" od przyrostka "-te" (który wyznacza właściwość miejsca: obrzeże, kształt, kierunek), przyjąć można, że "yata" (八咫) oznacza w tym przypadku "ośmiokątny, ośmiogranny, ośmiowypustkowy". Lustra w starożytnej Japonii symbolizowały prawdę, ponieważ odbijały jedynie to, co było widoczne. Japoński folklor jest bogaty w historie związane z lustrami, które były dość powszechne.
Według mitologii japońskiej Yata no Kagami i szczęścionośne krzywulce zostały powieszone na drzewie jako zachęta, aby wywabić boginię Amaterasu z jaskini. Zostały one przekazane wraz z Mieczem-Trawosieczem wnukowi Amaterasu, Ninigi, gdy udał się w celu objęcia władzy nad ziemiami Japonii. Następnie skarby przeszły w ręce japońskiego domu cesarskiego.

## Stworzenie zwierciadła
Według Kojiki wielokrotnie dochodziło do sprzeczek pomiędzy Amaterasu a Susanoo, który miał bardzo porywczy charakter, cierpliwa bogini wielokrotnie wybaczała bratu jego złe zachowania, jednak pewnego razu jego żart przekroczył granice cierpliwości siostry. Podczas gdy ta zajmowała się tkaniem postanowił zrobić dziurę w suficie pomieszczenia w którym się znajdowała i wrzucić przez nią obdartego ze skóry konia. Przerażona Amaterasu zraniła się czółenkiem tkackim i uciekła do niebiańskiej jaskini przez co cały świat pogrążył się w ciemności. 
Bóstwa zebrały się na naradę jak wywabić boginię z pieczary, zwróciły się one o pomoc do syna Takamimusubiego – boga Omoikane (jap. Duch Sięgająćy Myślami w Przyszłość), który doradził, aby sprowadzić z Krainy Wiecznotrwałości koguty, które swym pianiem co rano wzywały słońce. Oprócz tego do odprawienia rytuału Tamanoya wykonała sznury szczęścionośnych krzywulców, następnie Futodama i Amenokoyane wyrwali wiecznie zielone drzewo sakaki (Cleyera japonica) i przyozdobili przygotowanymi przedmiotami. W międzyczasie Amatsumara i Ishikoridome dostali za zadanie wykonać spiżowe lustro.
Aby zwierciadło mogło zostać wykonane Omoikane nakazał wziąć z koryta w górnym biegu Niebiańskiej Rzeki Rozrzuconego Piasku kowadło z twardego kamienia. Materiał na wytworzenie przedmiotu miał zostać pobrany z Niebiańskiej Kopalni (Kanayama), Wiesław Kotański w swojej książce Japońskie Opowieści o Bogach zwraca jednak uwagę na pewną nieścisłość - w starożytności lustra odlewano z brązu lub spiżu według ksiąg jednak bóstwa udały się tam aby wydobyć magane czyli żelazo. Badacz uważa jednak że magane należy w tym wypadku tłumaczyć jako prawdziwy lub święty materiał, czyli najbardziej nadający się na wykonanie zwierciadła. Materiały miały zostać poddane obróbce przez dwa bóstwa Amatsumara (jap. Niebiański Pachoł Spawający na Gorąco) oraz Ishikoridome (jap. Zmyślna Białogłowa Doglądająca Twardego Brusa), które mają być odpowiednikami dwóch rzemieślników - kowala oraz polerownika metalu. 

## W kulturze popularnej
- W grze Ōkami główny bohater dzierży broń stworzoną na podstawie mitycznego lustra.
- W The King of Fighters zwierciadło jest w posiadaniu Chizuru Kagura, członka klanu Yata, który posiada jeden z trzech świętych artefaktów.
- W mandze ×××HOLiC student edukacji duchowej używa przeklętego artefaktu do uzyskania repliki Yata no Kagami.
- W serii One Piece, autorstwa Eiichirō Ody, admirał Żółta Małpa używa ataku opartego na mitycznym zwierciadle.
- W mandze Czarodziejka z Księżyca, autorstwa Naoko Takeuchi, Michiru Kaiō (Czarodziejka z Neptuna) posiada talizman lustro, które jest oparte na Yata no Kagami.
- W serii Bleach strażniczka śmierci Nanao Ise używa miecza, który za pomocą luster wysyła energię bogów w osiem stron świata.